# تگ (فیلم ۲۰۱۸)
تگ (انگلیسی: Tag) یک فیلم در ژانر کمدی است که در سال ۲۰۱۸ منتشر شد. این فیلم بر اساس واقعیت است در مورد گروهی از دوستان که یک ماه از سال را بازی می‌کنند

## خلاصه داستان
هوگی، باب، سیبل،چیلی و جری پنج دوست صمیمی هستند که از ۹ سالگی به مدت سی سال بازی گرگم‌ به هوا (به انگلیسی: tag) را ادامه داده‌اند. بر مبنای یک توافق هر سال با شروع ماه مه بازی شروع می‌شود. در این ماه آن‌ها یکدیگر را در هر گوشه از دنیا پیدا می‌کنند و سعی میکنند دیگری را گرگ کنند. با پایان ماه مه آخرین گرگ بازی برای کل سال گرگ باقی می‌ماند و سال آینده باید بازی را شروع کند. طی سالها این بازی نه تنها برای این پنج دوست اهمیت زیادی پیدا کرده است بلکه مثل یک چسب، این گروه را کنار هم نگه داشته است.
داستان از جایی شروع می‌شود که هوگی (گرگ سال قبل) که یک محقق موفق در حوزه دامپزشکی است به عنوان نظافتچی در شرکتی که باب مدیرعامل آن است استخدام می‌شود تا از این طریق بتواند به باب نزدیک شود و او را گرگ کند. این فرصت در طی یک مصاحبه مطبوعاتی با نشریه وال‌استریت ژورنال به دست می‌آید. هوگی بعد از گرگ کردن باب به او می‌گوید که جری در پایان این دوره از بازی کنار می‌کشد و با توجه به اینکه هیچکس هرگز نتوانسته جری را گرگ کند این فرصت برای همیشه از دست خواهد رفت. در ادامه هوگی به باب می‌گوید که جری در آخرین روز ماه مه ازدواج می‌کند و این فرصت بسیار خوبی برای گیر انداختن جری است. آن‌ها تصمیم میگیرند به سراغ سیبل و چیلی بروند و با هم متحد شوند تا بتوانند جری را شکست دهند. از سوی دیگر خبرنگار وال استریت ژورنال که صحبت‌های آن‌ها را شنیده است تصمیم می‌گیرد با آن‌ها همراه شود تا گزارشی از این ‌ماجرا تهیه کند...

## بازیگران
| بازیگر       | نقش   | توضیح                     |
| ------------ | ----- | ------------------------- |
| اد هلمز      | هوگی  |                           |
| جان هم       | باب   |                           |
| جیک جانسون   | چیلی  |                           |
| هانیبال بورس | سیبل  |                           |
| جرمی رنر     | جری   |                           |
| آیلا فیشر    | آنا   | همسر هوگی                 |
| آنابل والیس  | ربکا  | خبرنگار وال استریت ژورنال |
| لزلی بیب     | سوزان | نامزد جری                 |
| رشیدا جونز   | شریل  | معشوق سابق چیلی و باب     |
| لیل رل هاوری | رگی   |                           |